# Andrena sodalis
Andrena sodalis är en biart som beskrevs av Smith 1879. Andrena sodalis ingår i släktet sandbin, och familjen grävbin. Inga underarter finns listade i Catalogue of Life.